# Rico Lewis
Rico Mark Lewis (* 21. November 2004 in Bury) ist ein englischer Fußballspieler, der als Verteidiger für Manchester City in der Premier League spielt.

## Karriere

### Verein
Lewis kam im Alter von acht Jahren zu Manchester City und machte im Alter von 15 Jahren sein Debüt für die U-18 Mannschaft des Vereins. In der Saison 2021/22 wurde er zum Kapitän der Mannschaft ernannt. Im ersten Spiel der Saison 2022/23 saß er erstmals auf der Bank von Manchester City und gab eine Woche später, am 13. August 2022, gegen den AFC Bournemouth sein Debüt in der Premier League, als er in der 82. Minute für Kyle Walker eingewechselt wurde.
Am 5. Oktober 2022 gab Lewis beim 5:0-Sieg gegen den FC Kopenhagen sein Champions-League-Debüt für Manchester City, als er für João Cancelo eingewechselt wurde, ein Spieler, mit dem er verglichen wurde. Am 2. November 2022 erzielte Lewis beim 3:1-Sieg gegen den FC Sevilla sein erstes Tor für City im Profifußball und in der Champions League. Er wurde damit mit 17 Jahren und 346 Tagen der jüngste Torschütze aller Zeiten bei seinem ersten Einsatz in einem Champions-League-Spiel und der jüngste Champions-League-Torschütze von City überhaupt. Bei dem Spiel kam es zu einem Eklat, als Lewis von Fans von Sevilla rassistisch beleidigt wurde. Er wurde am Ende der Saison 2022/23 englischer Meister und Champions-League-Sieger mit den Citizens. In der Premier League kam er dabei 14-mal zum Einsatz. In der folgenden Saison 2023/24 konnte er die Meisterschaft verteidigen und kam diesmal bereits auf 19 Einsätze, davon 16 in der Startelf.

### Nationalmannschaft
Lewis war englischer Jugendnationalspieler. Sein Debüt für die A-Nationalmannschaft erfolgte am 20. November 2023 bei einem 1:1-Unentschieden gegen Nordmazedonien in der Qualifikation für die Fußball-Europameisterschaft 2024.

## Titel
International
- Champions-League-Sieger: 2023
- Klub-Weltmeister: 2023
- UEFA-Super-Cup-Sieger: 2023 (ohne Einsatz)

England
- Meister (2): 2023, 2024
- Pokalsieger: 2023
- Supercupsieger: 2024